# Cachanus genovillae
Cachanus genovillae is een keversoort uit de familie boktorren (Cerambycidae). De wetenschappelijke naam van de soort is voor het eerst geldig gepubliceerd in 1955 door Lepesme & Breuning.